# Lista de prefeitos de Franco da Rocha
Esta é a lista de prefeitos do município de Franco da Rocha, município brasileiro do estado de São Paulo.
O cargo de prefeito foi criado em 11 de abril de 1835, pela assembleia provincial paulista, em reação aos amplos poderes conferidos pelo Código de Processo Criminal de 1832 às câmaras municipais. Seguiram o exemplo paulista seis províncias do nordeste brasileiro (Alagoas, Ceará, Maranhão, Paraíba, Pernambuco e Sergipe).
Sob a vigente ordem constitucional, essa designação é dada ao funcionário público do Poder Executivo municipal, que exerce seu cargo em função de uma legislatura (mandato), sendo para tanto eleito a cada quatro anos, podendo ser reeleito por mais 4 anos (segundo mandato).
Funções
O poder executivo municipal chefia a administração e comanda os serviços públicos, tendo como comandante o prefeito.
A partir da constituição brasileira de 1934, o cargo de prefeito passou a ser o único, em todo o Brasil, ao qual estão atribuídas as funções de chefe do poder executivo do governo local, em simetria aos chefes dos executivos da União e do estado, portanto, em forma monocrática. Este texto quer dizer que deverá haver harmonia e integração de ação entre as esferas envolvidas sem a intervenção de uma na outra, exceto nos casos previstos na Constituição Federal.
Eleições
O prefeito é eleito por sufrágio universal, secreto, direto, em pleito simultâneo em todo o País, realizado a cada quatro anos, no primeiro domingo de outubro.
E trinta dias após tem lugar o segundo turno, se o eleito em primeiro lugar não atingir 50% dos votos válidos mais um voto, no caso de municípios com mais de duzentos mil eleitores.
Conforme a legislação eleitoral atual no Brasil para tornar-se elegível, exige-se uma série de requisitos;
- Possuir nacionalidade brasileira ou portuguesa (neste caso, o cidadão português deve se encontrar amparado pelo Estatuto de Igualdade entre Portugueses e Brasileiros),
- Título de eleitor em dia e estar em gozo pleno do exercício dos direitos políticos,
- Domicilio eleitoral na circunscrição na qual o candidato se apresenta,
- Filiação partidária,
- Ser alfabetizado (tópico invalidado pela atual constituição brasileira de 1988),
- Desincompatibilização de cargo público — Se ocupa um cargo público deve sair seis meses antes das eleições e voltar caso possa só após seis meses ao pleito eleitoral,
- Renúncia de outro mandado até seis meses antes do pleito e não ser parente afim ou consangüíneo, até segundo grau, ou cônjuge de titular de cargo eletivo; pode, entretanto, ser candidato à reeleição (artigo 14 da Constituição),
- Ter idade mínima de 21 anos.

## Prefeitos
| Nº                                      | Prefeito                     | Partido       | Início do mandato       | Fim do mandato          | Votos  | Observações                                            |
| --------------------------------------- | ---------------------------- | ------------- | ----------------------- | ----------------------- | ------ | ------------------------------------------------------ |
| Era Vargas (1930-1946)                  |                              |               |                         |                         |        |                                                        |
| 1                                       | Benedito Fagundes Marques    | PLP           | 1º de janeiro de 1945   | 22 de novembro de 1945  | —      | Prefeito nomeado                                       |
| 2                                       | Cevero Oliveira Morais       | PP            | 23 de novembro de 1945  | 15 de dezembro de 1945  | —      | Prefeito nomeado                                       |
| Quarta República Brasileira (1946-1964) |                              |               |                         |                         |        |                                                        |
| —                                       | Cevero Oliveira Morais       | PSP           | 24 de março de 1947     | 15 de abril de 1947     | —      | Prefeito nomeado                                       |
| 3                                       | João Victor Júnior           | UDN           | 1º de janeiro de 1948   | 31 de dezembro de 1951  | —      | Prefeito nomeado                                       |
| 4                                       | Bernardino Pereira Mauro     | PSP           | 1º de janeiro de 1952   | 31 de dezembro de 1955  | 1.721  | Vice: Pedro Lélis de Sousa                             |
| 5                                       | José Alves Ferreira Filho    | PTN           | 1º de janeiro de 1956   | 31 de dezembro de 1959  |        | Prefeito eleito                                        |
| 6                                       | Pedro Lélis de Sousa         | PDC           | 1º de janeiro de 1960   | 31 de dezembro de 1963  |        | Prefeito eleito                                        |
| Regime Militar (1964-1985)              |                              |               |                         |                         |        |                                                        |
| 7                                       | José Alves Ferreira Filho    | PTN           | 1º de janeiro de 1964   | 26 de março de 1965     |        |                                                        |
| 8                                       | Emílio Hernandez Aguilar     | MDB           | 26 de março de 1965     | 31 de janeiro de 1969   |        |                                                        |
| 9                                       | Donald Savazoni              | ARENA         | 1º de fevereiro de 1969 | 31 de janeiro de 1973   |        | Prefeito eleito                                        |
| 10                                      | Ângelo Celeguim              | ARENA         | 1º de fevereiro de 1973 | 31 de janeiro de 1977   |        | Prefeito eleito                                        |
| 11                                      | Donald Savazoni              | ARENA         | 1º de fevereiro de 1977 | 25 de abril de 1980     | 2.792  | Prefeito eleito                                        |
| 12                                      | Oscar de Almeida Nunes       | MDB           | 26 de abril de 1980     | 31 de janeiro de 1983   |        |                                                        |
| 13                                      | Emílio Hernandez Aguilar     | PMDB          | 1º de fevereiro de 1983 | 31 de dezembro de 1988  | 5.245  | Prefeito eleito                                        |
| Nova República (1985-presente)          |                              |               |                         |                         |        |                                                        |
| 14                                      | Oscar de Almeida Nunes       | PFL           | 1º de janeiro de 1989   | 31 de dezembro de 1992  | 10.903 | Prefeito eleito                                        |
| 15                                      | Mário Maurici de Lima Morais | PT            | 1º de janeiro de 1993   | 31 de dezembro de 1996  | 8.907  | Prefeito eleito                                        |
| 16                                      | José Benedito Hernandez      | PTB           | 1º de janeiro de 1997   | 29 de fevereiro de 2000 | 13.572 | Prefeito eleito                                        |
| 17                                      | Roberto Seixas               | PTB           | 29 de fevereiro de 2000 | 31 de dezembro de 2000  | —      | Vice-prefeito nomeado a prefeito                       |
| 17                                      | Roberto Seixas               | PTB           | 1º de janeiro de 2001   | 31 de dezembro de 2004  | 20.295 | Prefeito reeleito                                      |
| 18                                      | Márcio Cecchettini           | PSDB          | 1º de janeiro de 2005   | 31 de dezembro de 2008  | 22.398 | Prefeito eleito                                        |
| 18                                      | Márcio Cecchettini           | PSDB          | 1º de janeiro de 2009   | 31 de dezembro de 2012  | 42.448 | Prefeito reeleito                                      |
| 19                                      | Kiko Celeguim                | PT            | 1º de janeiro de 2013   | 31 de dezembro de 2016  | 33.598 | Prefeito eleito                                        |
| 19                                      | Kiko Celeguim                | PT            | 1º de janeiro de 2017   | 31 de dezembro de 2020  | 46.652 | Prefeito reeleito; maior votação da história da cidade |
| 20                                      | Nivaldo da Silva Santos      | PTB           | 1º de janeiro de 2021   | 31 de dezembro de 2024  | 34.609 | Prefeito eleito                                        |
| 21                                      | Lorena Oliveira              | Solidariedade | 1º de janeiro de 2025   | em exercício            | 36.141 | Prefeita eleita                                        |